# Гибсон, Томас (художник)
Томас Гибсон (англ. Thomas Gibson; ок. 1680, Лондон — 28 апреля 1751, Лондон) — английский живописец-портретист и копиист, известен как учитель Джорджа Вертью.

## Биография
До 1710-х годов о жизни Гибсона ничего не известно. В последующие годы он зарекомендовал себя как опытный портретист и даже был назначен директором только что основанной в 1711 году Готфридом Кнеллером «Академии живописи и рисунка Кнеллера» (Kneller Academy of Painting and Drawing) на Грейт-Квин-стрит в Лондоне. По свидетельству живописца Томаса Хаймора, сэр Джеймс Торнхилл обратился к Гибсону с просьбой написать на его больших картинах фигуры в действии. Среди портретируемых Гибсоном были важные общественные деятели: доктор Генри Сашеверелл (1710; Оксфорд, Магдаленский колледж), Джон Флемстид (1712; Оксфорд, Бодлианская библиотека), сэр Роберт Уолпол, архиепископ Уильям Уэйк (Оксфорд, Крайст-Чёрч), архиепископ Джон Поттер. Постоянным покровителем художника был Джон Пулетт, 1-й граф Пулетт (1663—1743), который заказал большое количество оригинальных картин и копий.
Карьера Гибсона была прервана в 1729—1731 годах из-за тяжелой болезни, он был вынужден продать свою коллекцию картин и на время удалиться в Оксфорд. После возобновления живописной практики ему покровительствовала Августа, принцесса Уэльская, которая в 1742 году заказала групповой портрет своих четырёх детей, а также собственный портрет.

## Галерея
- Портрет сэра Чарлза Вагера. 1731. Холст, масло. Национальный морской музей, Гринвич
- Портрет сэра Натаниэля Ллойда, благотворителя, магистра, на фоне Тринити-холла, Кембридж. 1740-е. Холст, масло. Линкольн-колледж, Оксфорд
- Портрет Томаса Осборна, первого герцога Лида, лорда Дэнби. Между 1689 и 1699. Холст, масло. Частное собрание
- Портрет адмирала Эдварда Расселла. Ок. 1715. Холст, масло. Национальный морской музей, Гринвич
- Портрет Анны Марии Гудвин. 1739. Холст, масло. Музей искусства Палмера
- Уильям Уэйк (ван дер Гухт). Офорт